# Juliette Welfling
Juliette Welfling (* 1956) ist eine französische Filmeditorin.

## Leben
Obwohl Juliette Welfling bereits 1983 für den Schnitt der Dokumentation All About Mankiewicz verantwortlich war, begann ihre eigentliche Karriere als selbstständige Filmeditorin erst 1994 mit Wenn Männer fallen, wofür sie auch ihren ersten César für den Besten Schnitt erhielt. Ihr Schaffen umfasst rund 40 Produktionen. Mehrfach arbeitete sie mit dem Regisseur und Drehbuchautor Jacques Audiard zusammen.
Mit fünf Auszeichnungen bei insgesamt sieben Nominierungen für den Besten Schnitt ist Welfling die am häufigsten mit dem César ausgezeichnete Editorin Frankreichs. 2008 war sie zudem für den Oscar nominiert.

## Filmografie (Auswahl)
- 1983: All About Mankiewicz
- 1994: Wenn Männer fallen (Regarde les hommes tomber)
- 1996: Das Leben: Eine Lüge (Un héros très discret)
- 1996: Bernie
- 2001: Lippenbekenntnisse (Sur mes lèvres)
- 2004: RRRrrrr!!!
- 2005: Der wilde Schlag meines Herzens (De battre mon cœur s’est arrêté)
- 2006: Science of Sleep – Anleitung zum Träumen (La Science des rêves)
- 2007: Schmetterling und Taucherglocke (Le Scaphandre et le papillon)
- 2008: Ein schlichtes Herz (Un cœur simple)
- 2009: Ein Prophet (Un prophète)
- 2010: Miral
- 2010: Nachtblende (L’homme qui voulait vivre sa vie)
- 2012: Die Tribute von Panem – The Hunger Games (The Hunger Games)
- 2012: Der Geschmack von Rost und Knochen (De rouille et d’os)
- 2013: Le passé – Das Vergangene (Le passé)
- 2014: Den Menschen so fern (Loin des hommes)
- 2015: Dheepan
- 2016: Free State of Jones
- 2018: Ocean’s 8
- 2018: The Sisters Brothers
- 2020: Lovers – Die Liebenden (Amants)
- 2021: Wo in Paris die Sonne aufgeht (Les Olympiades)
- 2024: Emilia Pérez
- 2024: Mothers’ Instinct

## Auszeichnungen
César
- 1995: Bester Schnitt – Wenn Männer fallen
- 1997: Bester Schnitt – Das Leben: Eine Lüge (nominiert)
- 2002: Bester Schnitt – Lippenbekenntnisse (nominiert)
- 2006: Bester Schnitt – Der wilde Schlag meines Herzens
- 2008: Bester Schnitt – Schmetterling und Taucherglocke
- 2010: Bester Schnitt – Ein Prophet
- 2013: Bester Schnitt – Der Geschmack von Rost und Knochen

Oscar
- 2008: Bester Schnitt – Schmetterling und Taucherglocke (nominiert)
- 2025: Bester Schnitt – Emilia Pérez (nominiert)